# Algíri repülőtér
Az Algíri repülőtér (IATA: ALG, ICAO: DAAG) Algéria egyik nemzetközi repülőtere, amely Algír közelében található. Névadója Houari Boumédiène, a független Algéria katonai puccsal hatalomra jutott, második elnöke. Éves utasforgalma 7 975 412 fő (2018).

## Futópályák
A repülőtér futópályái:
- 05/23
- 09/27

## Légitársaságok és úticélok

### Utas
| Légitársaság        | Célállomások |
| ------------------- | --- |
| Air Algérie         | Abidjan, Adrar, Alicante, Amman–Queen Alia, Annaba, Bamako, Barcelona, Batna, Béchar, Beijing–Capital, Beirut, Béjaïa, Biskra, Bordeaux, Bou Saada, Brüsszel, Budapest, Cairo, Casablanca, Charleroi, Chlef, Kaszentína, Dakar–Diass, Djanet, Douala, Dubai–International, El Bayadh, El Goléa, El Oued, Frankfurt, Genf, Ghardaïa, Hassi Messaoud, Illizi, In Amenas, In Salah, Istanbul, Jeddah, Jijel, Laghouat, Lille, Lisszabon, London–Heathrow, Lyon, Madrid, Marseille, Mécheria, Metz/Nancy, Milánó-Malpensa, Montpellier, Montreal–Trudeau, Moszkva–Seremetyjevo, Niamey, Nizza, Nouakchott, Oran, Ouagadougou, Ouargla, Palma de Mallorca, Párizs–Charles de Gaulle, Párizs–Orly, Róma-Fiumicino, Sétif, Tamanrasset, Tébessa, Tiaret, Timimoun, Tindouf, Tlemcen, Touggourt, Toulouse, Tunis, Bécs Szezonális: Antalya, Basel/Mulhouse, Valencia |
| Air Canada          | Szezonális: Montréal–Trudeau |
| Air France          | Marseille, Nizza, Párizs–Charles de Gaulle, Párizs–Orly, Toulouse |
| ASL Airlines France | Párizs–Charles de Gaulle Szezonális: Toulon |
| British Airways     | London–Gatwick |
| EgyptAir            | Cairo |
| Emirates            | Dubai–International |
| Flynas              | Jeddah, Medina |
| Iberia Regional     | Madrid |
| ITA Airways         | Róma-Fiumicino |
| Lufthansa           | Frankfurt |
| Nouvelair           | Tunis |
| Qatar Airways       | Doha |
| Royal Air Maroc     | Casablanca |
| Royal Jordanian     | Amman–Queen Alia |
| Saudia              | Jeddah, Medina |
| Tassili Airlines    | Adrar, Annaba, Béchar, Biskra, Kaszentína, Djanet, El Oued, Ghardaïa, Hassi Messaoud, Hassi R'Mel, Illizi, In Salah, Mascara, Mécheria, Nantes, Oran, Párizs–Orly, Sétif, Strasbourg, Tamanrasset, Tindouf, Tlemcen Szezonális: El Bayadh, Laghouat, Tiaret |
| Transavia           | Lyon, Nantes, Párizs–Orly |
| TUI fly Belgium     | Charleroi |
| Tunisair            | Tunis |
| Turkish Airlines    | Istanbul Szezonális: Antalya |
| Volotea             | Bordeaux (begins 16 September 2021) |
| Vueling             | Alicante, Barcelona, Marseille, Valencia |

### Cargo
| Légitársaság      | Célállomások |
| ----------------- | --- |
| Air Algérie Cargo | Dubai–International, Frankfurt, Isztambul–Atatürk, London–Heathrow, Lyon, München, Nouadhibou, Nouakchott, Paris–Charles de Gaulle, Rome–Fiumicino, Tunis |
| Emirates SkyCargo | Dubai–Al Maktoum |
| Swiftair          | Marseille |
| Turkish Cargo     | Istanbul–Atatürk |

## Forgalom
Az utasforgalom az elmúlt években az alábbi módon változott:
| Utasok száma | 2 587 020 | 3 400 000 | 2 980 000 | 3 400 000 | 3 814 555 | 4 350 000 | 5 404 971 | 6 457 795 | 7 572 758 | 7 975 412 |
|              | 1999      | 2001      | 2003      | 2005      | 2007      | 2010      | 2012      | 2014      | 2016      | 2018      |